# بی‌خدای همراه
بی‌خدای همراه: خواندنی‌های ضروری ناباور (به انگلیسی: The Portable Atheist: Essential Readings for the Non-Believer) کتابی از کریستوفر هیچنز در سال ۲۰۰۷ است. هیچنز در این کتاب مقدمه‌ها و توضیحاتی نوشته بر آثار فیلسوفان، دانشمندان و متفکرانی چون لوکرتیوس، عمر خیام، اسپینوزا، چارلز داروین، مارک توین، برتراند راسل، آلبرت اینشتین، سم هریس، دنیل دنت، ویکتور استنجر و ریچارد داوکینز.

## مندرجات
- فصل ۱: لوکرتیوس: دربارهٔ طبیعت اجسام - کتاب‌های V, III, I
- فصل ۲: عمر خیام: برخی رباعیات عمر خیام
- فصل ۳: توماس هابس: از دین، در لویاتان
- فصل ۴: باروخ اسپینوزا: رساله دینی-سیاسی
- فصل ۵: دیوید هیوم: تاریخ طبیعی دین، دربارهٔ معجزات
- فصل ۶: جیمز بازول: شرح آخرین مصاحبه‌ام با دیوید هیوم
- فصل ۷: پرسی بیش شلی: ردیه‌ای بر خداانگاری
- فصل ۸: جان استوارت میل: تاثیرهای اخلاقی دوره جوانی من، اتوبیوگرافی
- فصل ۹: کارل مارکس: بخشی از نقد فلسفهٔ حق هگل
- فصل ۱۰: جورج الیوت: آموزش‌های مژده‌دهنده
- فصل ۱۱: چارلز داروین: اتوبیوگرافی
- فصل ۱۲: لسلی استفن: مدافعه ندانم‌گرا
- فصل ۱۳: آناتول فرانس: معجزه
- فصل ۱۴: مارک توین: اندیشه‌های خدا، از افسانه‌های بشر
- فصل ۱۵: جوزف کنراد: یادداشت نویسنده بر خط سایه
- فصل ۱۶: توماس هاردی: مراسم تشییع جنازه خدا
- فصل ۱۷: اما گلدمن: فلسفه بی‌خدایی
- فصل ۱۸: هوارد فیلیپس لاوکرفت: نامه‌ای دربارهٔ دین
- فصل ۱۹: کارل ون دورن: چرا ناباور هستم
- فصل ۲۰: اچ. ال. منکن: مراسم یادبود
- فصل ۲۱: زیگموند فروید: از آینده یک پندار
- فصل ۲۲: آلبرت اینشتین: نوشته‌های منتخب دربارهٔ دین
- فصل ۲۳: جورج اورول: از دختر کشیش
- فصل ۲۴: جان بتجمن: در کلیسای وستمینستر
- فصل ۲۵: چپمن کوئن: یگانه‌انگاری و دین، یک داستان قدیمی
- فصل ۲۶: برتراند راسل: نمای کلی از زباله‌های فکری
- فصل ۲۷: فیلیپ لارکین: طلیعه‌نامه کلیسار رفتن
- فصل ۲۸: مارتین گاردنر: یهودی سرگردان و بازگشت دوم
- فصل ۲۹: کارل سیگن: جهان دیوزده فرضیه خدا
- فصل ۳۰: جان آپدایک: از نسخه راجر
- فصل ۳۱: جی. ال. مکی: نتایج و مفاهیم، از براهین برای و ضد وجود خدا
- فصل ۳۲: مایکل شرمر: بازنگری در سفر پیدایش، یک داستان آفرینش علمی
- فصل ۳۳: ای. جی. ایر: کشور کشف‌نشده
- فصل ۳۴: دنیل دنت: خوبی را شکر!
- فصل ۳۵: چارلز تمپلتون: وداع با خدا، قول شخصی، سؤالی که باید از خود بپرسید
- فصل ۳۶: ریچارد داوکینز: چرا به احتمال قریب به یقین خدایی وجود ندارد، گرین اویل، و بی‌خدایان برای مسیح
- فصل ۳۷: ویکتور استنجر: از خدا: فرضیه شکست‌خورده، شواهد کیهانی
- فصل ۳۸: دنیل دنت: تعریف کاربردی دین، از شکستن طلسم
- فصل ۳۹: الیزابت اندرسون: اگر خدا مرده، آیا همه چیز مجاز است؟
- فصل ۴۰: پن ژیلت: هیچ خدایی وجود ندارد
- فصل ۴۱: ایان مک‌یوون: پایان بلوز جهانی
- فصل ۴۲: استیون واینبرگ: دربارهٔ خدا چه؟ از رویاهای نظریه نهایی
- فصل ۴۳: سلمان رشدی: "تصور کن بهشتی نیست": نامه‌ای به شش میلیارد شهروند دنیا
- فصل ۴۴: ابن وراق: قرآن، ذات تمامیت‌خواه اسلام
- فصل ۴۵: سم هریس: در سایه خدا، از پایان ایمان
- فصل ۴۶: ای. سی. گریلینگ: آیا یک بی‌خدا می‌تواند بنیادگرا باشد؟ از علیه تمام خدایان
- فصل ۴۷: آیان حرصی علی: چگونه (و چرا) کافر شدم، از کافر[۲]